# Liao Tianzuodi
Liao Tianzuodi (chinesisch 遼天祚帝; sinisierter persönlicher Name Yelü Yanxi; * 5. Juni 1075; † 1128) war von Februar 1101 bis März 1125 der neunte und letzte Kaiser der vom Volk der Kitan gegründeten Liao-Dynastie. Sein Reich wurde 1125 von der Jin-Dynastie erobert. Tianzuodi wurde abgesetzt und starb 1128 in der Gefangenschaft bei den Jin.

## Leben

### Abstammung und frühes Leben
Yelü Yanxi war ein Sohn des Liao-Prinzen Yelü Jun sowie ein Enkel des Kaisers Daozong (regierte 1055–1101). Der äußerst einflussreiche und ränkevolle Hofbeamte Yelü Yixin beschuldigte fälschlicherweise die Mutter des zum Thronfolger designierten Yelü Jun, Kaiserin Xiao Guanyin, einer außerehelichen Affäre, um die Position des Kronprinzen zu erschüttern. Xiao Guanyin wurde im Dezember 1075 zum Selbstmord gezwungen und der Thronfolger Yelü Jun selbst bald darauf durch die Intrigen von Yelü Yixin gestürzt und ermordet. Auch die Gemahlin von Yelü Jun wurde damals beseitigt. Kaiser Daozong bestimmte den aufgrund dieser Morde verwaisten kleinen Yelü Yanxi zum Nachfolger. Yelü Yixin intrigierte auch gegen den neuen Kronprinzen und versuchte den Kaiser, als dieser 1079 zu einer Winterjagd aufbrach, dazu zu überreden, Yelü Xanzi im Palast zurückzulassen. Nach dem Protest mehrerer Höflinge nahm Daozong seinen Enkel aber doch mit sich. Offenbar war der Kaiser nun misstrauisch geworden und ließ Yelü Yixin 1081 hinrichten. Von da an wurde Yelü Yanxi, der den Titel eines Prinzen von Liang erhielt, sorgfältig auf die spätere Übernahme des Throns vorbereitet. 1086 zeigte Daozong ihm die Rüstungen und Waffen des Reichsgründers Abaoji und von dessen Nachfolger, Kaiser Taizong. Er schilderte ihm auch die Strapazen der Feldzüge, die zur Gründung der Liao-Dynastie geführt hatten. 1088 bekleidete Yelü Yanxi sein erstes Amt. Ein Jahr später wurde er verheiratet, und er zeugte 1089 und 1093 zwei Söhne.

### Erste Regierungsjahre
Nach dem Tod von Kaiser Daozong († 12. Februar 1101) übernahm sein Enkel Yelü Yanxi problemlos die Herrschaft. Er wurde später gemeinhin mit seinem postumen Namen Tianzuodi bezeichnet. Nach seiner Machtübernahme befahl er sofort die Schändung der Gräber von Yelü Yixin und anderer verstorbener Personen, die für den Tod seiner Großmutter und seiner Eltern verantwortlich gewesen waren. Die Leichname von Yelü Yixin und seinen Verbündeten wurden verstümmelt. Die Beisetzung von Kaiser Daozong und seiner Gattin Xiao Guanyin fand in einer gemeinsamen Grabstätte fand. Tianzuodis Vater Yelü Jun erhielt postum einen Tempelnamem, als wäre er Kaiser gewesen.
1103–1104 zahlten die Tibeter Tribute an die Liao. Weiterhin ereigneten sich im Liao-Reich immer wieder verheerende Naturkatastrophen. 1105 mischte sich Tianzuodi verkleidet unter das Volk, um sich über dessen Probleme zu informieren, doch sind keine Regierungshandlungen des Kaisers zur Linderung der Not bekannt. Im gleichen Jahr wurden Kaufleute von der Ablegung jener Beamtenprüfung, die zum Erwerb des höchsten Grades (Jinshi) führte, ausgeschlossen. Dies deutet auf eine fortgesetzte Sinisierung der Regierungsweise der Liao hin. Zwischen 1103 und 1105 forderte die Westliche Xia-Dynastie Kaiser Tianzuodi mehrmals zu Angriffen auf die Song-Dynastie auf, stieß aber auf Ablehnung. Stattdessen festigte der Liao-Hof seine Beziehungen zu den Tanguten durch eine Heiratsallianz und bat die Song-Dynastie durch einen Gesandten um die Einstellung ihrer Angriffe auf die Westlichen Xia. Die diplomatischen Beziehungen der Liao mit den Nachbarstaaten blieben gut; sogar die Zubu-Konföderation ließ durch in den Jahren 1106, 1110 und 1112 geschickte Gesandtschaften ihre Loyalität bestätigen. Auch die Song-Dynastie schickte 1111 eine Gesandtschaft ins Liao-Reich.

### Invasion der Jin
Trotz des allgemeinen Friedenszustands an den Grenzen des Liao-Reichs erwuchs den Kitan durch das Volk der Jurchen eine zunehmende Gefahr. Ein Teil dieses Volks, die „wilden Jurchen“, siedelte im Tal des unteren Songhua sowie in den östlichen Bergen der heutigen Provinz Heilongjiang und war den Liao nur nominell untertänig. Der eigentlich zum Stamm der Heishui Mohe gehörige Wanyan-Clan wurde von den Liao zu den „wilden Jurchen“ gerechnet und erlangte im 11. Jahrhundert die Vorherrschaft über die ihm benachbarten Jurchen-Stämme. Der Liao-Hof akzeptierte diese Vorherrschaft des Wanyan-Clans und verlieh dessen Häuptlingen den Titel eines Militärgouverneurs. Nach der Festigung seiner Führungsposition über zahlreiche Jurchen-Stämme hatte der Wanyan-Clan aber zunehmend gespannte Beziehungen zu den Liao. Unter anderem missfiel den Jurchen, dass sie häufig von Beamten der Liao am wichtigen Grenzhandelsposten Ningjiang betrogen wurden. Gesandte der Liao schlugen auch oft die Dorfältesten der Jurchen und sollen sogar deren Frauen geschändet haben. Zwar war bei den Jurchen Gastprostitution üblich, sodass unverheiratete Frauen der Jurchen den Boten der Kitan zum Geschlechtsverkehr ohne Weiteres zur Verfügung gestellt wurden. Dies galt aber nur für die Unterschicht der Jurchen, und als die Boten der Kitan schließlich auch von adeligen Jurchen-Familien die Stellung von Gastprostituierten verlangten, belastete diese Vorgangsweise die Beziehungen der Jurchen zu den Liao weiter.
Der Konflikt zwischen der Liao-Dynastie und den Jurchen spitzte sich ab 1112 stark zu. Kaiser Tianzuodi machte Ende 1112 einen Ausflug zum Songhua, um in diesem Fluss Fischfang zu betreiben. Dorthin wurden auch die Häuptlinge und adlige Angehörige der Jurchen-Stämme beschieden, um dem Kaiser zu huldigen. Als symbolische Geste ihrer Ehrerbietung sollten sie nacheinander im Zelt des Kaisers tanzen, doch einer von ihnen, Aguda – der später als erster Kaiser der Jin-Dynastie unter dem Namen Taizu bekannt wurde –, weigerte sich. Tianzuodi wollte Aguda wegen dessen Auflehnung hinrichten lassen, ließ sich aber vom einflussreichen Kanzler Xiao Fengxian wieder von dieser Absicht abbringen. 1113 wurde Aguda Anführer des Wanyan-Clans, der bereits viele Jurchen-Stämme unter seiner Leitung vereint hatte. Aguda drängte den Liao-Hof zur Auslieferung des Jurchen-Häuptlings Ashu, der sich der Hegemonie der Wanyan widersetzt hatte und ins Liao-Reich geflüchtet war. Seine Forderungen wurden abgelehnt, und Aguda griff im Spätherbst 1114 Ningjiang an. Tianzuodi unterschätzte die Gefahr und schickte nur einige aus dem Volk der Balhae stammende Militäreinheiten, die in der „östlichen Hauptstadt“ (Liaoyang) des Liao-Reichs stationiert waren, zur Bekämpfung Agudas. Diese Abteilungen erlitten eine militärische Schlappe. Eine weitere Streitmacht, die Kitan-Truppen und Krieger des Steppenvolks der Kumo Xi umfasste, stand unter dem Kommando von Xiao Sixian, dem Bruder des Kanzlers Xiao Fengxian, und wurde ebenfalls am Songhua besiegt. Trotz seiner militärischen Inkompetenz entging Sixian einer Bestrafung, was andere Feldherren der Kitan demoralisierte. Bis Ende 1114 eroberten die Jurchen mehrere Grenzpräfekturen des Liao-Reichs, woraufhin sich ihnen einige Nachbarstämme anschlossen.
1115 schickte Tianzuodi Gesandte zur Aufnahme von Verhandlungen mit den Jurchen. Aguda hatte sich aber bereits zum Kaiser der von ihm in der Mandschurei gegründeten Jin-Dynastie ausgerufen und äußerte sich zu von den Liao geschickten Briefen ablehnend, da er in ihnen nicht mit seinem neuen Titel angeredet wurde. Außerdem bestand er weiterhin auf der Auslieferung von Ashu und forderte außerdem den Abzug der Liao-Truppen aus dem wichtigen Verwaltungszentrum Huanglong. Dieses fiel im Spätherbst 1115 an die Jin. Tianzuodi rekrutierte westlich des Songhua eine große Armee und überquerte im Winter 1115 den Fluss. Seine Invasion der Jurchen-Gebiete wurde aber durch ein Komplott untergraben, das seine Absetzung und die Inthronisierung seines Onkels, Prinz Chun, zum Ziel hatte. Die Verschwörer unter Führung von Yelü Zhangnu verließen die Armee und informierten Chun durch Boten über ihren Plan. Chun lehnte die Teilnahme an dem Putsch ab und ließ Zhangnus Boten enthaupten. Die Rebellen zogen nun verwüstend durchs Land, bis sie von einer kleinen Gruppe loyaler Jurchen besiegt wurden. Zhangnu versuchte als Bote verkleidet zu den Jin zu fliehen, wurde aber gefangen und hingerichtet. Mehr als 200 in das Komplott verwickelte Adlige erlitten ebenfalls die Todesstrafe; ihre Familien wurden versklavt. Bereits Anfang 1116 ereignete sich in der östlichen Hauptstadt eine neue Rebellion, als sich ein Offizier der Balhae, Gao Yongchang, zum Kaiser erklärte und die Jin um Hilfe ersuchte. Die ihm zu Hilfe gesandten Truppen der Jurchen wehrten die Liao-Truppen ab, töteten dann aber Gao Yongchang. Die gesamte Region östlich des Flusses Liao He fiel nun an die Jin. Prinz Chun erhielt den Oberbefehl über die Liao-Armeen, um seine andauernde Loyalität sicherzustellen. Er sollte Verteidigungsoperationen gegen die Jin durchführen, ließ es aber zu, dass sein aus Flüchtlingen der Balhae bestehendes Heer der Zivilbevölkerung mehr Schaden als den Feinden zufügte. Beim Anfang 1117 erfolgten Angriff der Jin auf das am Songhua gelegene Chunzhou leistete die Liao-Armee nur geringen Widerstand. Ende 1117 überschritten Jin-Truppen den Liao He, schlugen Chuns Streitkräfte und eroberten mehrere Präfekturen.

### Ende der Liao-Dynastie
Nach den bisherigen Eroberungen von Grenzgebieten des Liao-Reichs durch die Jin trat eine Kampfpause ein, die Tianzuodi 1118 zur Aufnahme von Friedensverhandlungen nutzte. Dass aber die Jin aber außer der Lieferung von Seide und der Zahlung von Silber auch die Abtretung der Hälfte des Liao-Reichs forderten, war für Tianzuodi unannehmbar. Aguda konnte aufgrund knapper Ressourcen die Feldzüge nicht sofort erneuern. Dafür schickten die Song 1118 eine Gesandtschaft zu Aguda, um Gespräche über einen gemeinsamen Angriff auf das Liao-Reich zu führen. 1119 fand in der östlichen Hauptstadt des Liao-Reichs ein Aufstand gegen die Jin statt, der rasch unterdrückt wurde. In dem Tianzuodi verbliebenen Reichsgebiet ereigneten sich auch Hungersnöte sowie lokale Revolten; und viele Bewohner liefen zu den Jin über. Zu neuen Feindseligkeiten zwischen den beiden Staaten kam es Anfang 1020, als Aguda die Verhandlungen abbrach. Dieser schloss noch im gleichen Jahr eine Allianz mit der Song-Dynastie gegen die Liao.
Mitte 1120 eroberten die Jin die „oberste Hauptstadt“ (Shangjing) des Liao-Reichs, hielten dann aber wegen der Sommerhitze in ihrem Vormarsch inne. Im Frühling 1121 verschwor sich Tianzuodis zweite Gemahlin, Kaiserin Wen, mit ihrem Schwager, General Yelü Yudu, zum Sturz des Kaisers und der Inthronisierung ihres Sohns Yelü Aoluwo, der den Titel eines Prinzen von Jin führte. Das Komplott wurde vom Kanzler Xiao Fengxian aufgedeckt, dessen ebenfalls mit dem Kaiser verheiratete Schwester Yuan auch auf die Nachfolge ihres Sohns hoffte. Kaiserin Wen musste sich selbst töten, während Yudu zu den Jin entkam. Er durfte das Kommando über seine Armee behalten und eroberte im Winter 1121/22 an der Spitze von Jin-Truppen die „zentrale Hauptstadt“ (Zhongjing) des Liao-Reichs. Tianzuodi übertrug dem Prinzen Chun die Verantwortung für den Schutz der „südlichen Hauptstadt“ (Nanjing, der damalige Name für Peking) und floh vor den Jin zunächst über den Juyong-Pass in die „westliche Hauptstadt“ (Datong). Bald danach war er der Machenschaften von Xiao Fengxian überdrüssig, die zum Tod seines Sohns geführt hatten, und zwang ihn zum Selbstmord. Er flüchtete nun weiter in die Yin-Berge und versuchte bei den dortigen Stämmen neue Truppen auszuheben. Die Jin blieben ihm auf der Spur und nahmen Anfang 1122 die westliche Hauptstadt ein. Die Tanguten fürchteten einen Einfall in ihr Gebiet, sandten Tianzuodi Hilfstruppen und blockierten den weiteren Vormarsch der Jin-Armeen. Kurz nach seiner Ankunft schlug Aguda eine aus Kitan und Tanguten bestehende Streitmacht nahe der Grenze zu den Xia und wandte sich dann wieder nach Osten, um die südliche Hauptstadt zu erobern, in der Prinz Chun zum Kaiser der neu gegründeten Nördlichen Liao-Dynastie proklamiert worden war.
Nur drei Monate nach seiner Erhebung zum Kaiser starb Chun, womit die Verantwortung seiner verwitweten Kaiserin zufiel. Im Spätherbst 1122 liefen ihre Feldherren Gao Yaoshi und Gao Feng mit ihren Truppen zu den Song über. Sie griffen nun mit einem Heer der Song die südliche Hauptstadt an, konnten sie aber nicht erstürmen. Im Winter 1122/23 eroberte aber Aguda die südliche Hauptstadt, woraufhin die verbliebenen Kitan in zwei Gruppen nach Westen auswichen. Die eine Gruppe unter der Führung von Xiao Gan floh zu den westlichen Xia, wo sie eine nur fünf Monate Bestand habende Xi-Dynastie ausrief. Die andere Gruppe unter dem Befehl von Yelü Dashi schloss sich Tianzuodi an der Grenze zu den Xia an. Im Frühling 1123 fiel Dashi in die Hände der Jin und musste sie zum Lager von Tianzuodi führen. Dort wurde die gesamte Kaiserfamilie mit Ausnahme von Tianzuodi selbst sowie einem seiner Söhne gefangen genommen. Tianzuodi floh zum Kaiser der westlichen Xia-Dynastie, Chongzong, der sich aber 1124 nach Warnungen Agudas als dessen Vasall erklärte. Tianzuodi setzte seine Flucht weiter nach Norden in die Steppe fort, wo er seine Kleider beim Stamm der Qungrat gegen Lebensmittelvorräte eintauschte. Trotz seiner ausweglosen Situation beabsichtigte er die westliche und südliche Hauptstadt seines verlorengegangenen Reichs zurückzuerobern und griff mit ihm verbliebenen Truppen nahe Präfekturen an. Yelü Dashi war wieder zu Tianzuodi gestoßen, hielt aber dessen Pläne wegen der militärischen Stärke der Jin für eine Torheit. Daher trennte er sich von ihm und zog mit einer Gruppe von Anhängern nach Westen. Die Jin nahmen Tianzuodi im März 1125 gefangen und brachten ihn an ihren Hof, wo ihm der Titel „König der Meeresküste“ (haipin wang) verliehen wurde. Laut der Geschichte der Liao, einem erst 1344 unter der mongolischen Yuan-Dynastie fertiggestellten historischen Werk, starb Tianzuodi 1128 im Alter von 53 Jahren. Nach anderer Tradition war sein Todesjahr hingegen 1156.